# Provincia de Nevados
La provincia de Nevados es una de las seis regiones en que se subdivide el departamento colombiano del Tolima; está conformada por los siguientes municipios:
- Casabianca
- Herveo
- Lérida
- Líbano
- Murillo
- Santa Isabel
- Venadillo
- Villahermosa